# Power One
Power One war ein US-amerikanisches Unternehmen der Solarwirtschaft, spezialisiert auf Wechselrichter – zugeschnitten auf die Bedürfnisse der Branche. Das Unternehmen war Teil des RENIXX Index. Nach einer Übernahme durch ABB im Jahr 2013 wurde es in den Konzern integriert und die Marke eingestellt.

## Geschichte
Das Unternehmen entstand 1973 unter dem Dach der Power CA. Durch ein Management Buyout der Division entstand das eigenständige Unternehmen Power One. Federführend durch Steven J. Goldman und Igor Scheurkogel. Zunächst produzierte das Unternehmen hauptsächlich für die Telekommunikationsindustrie. Im Jahre 2003 erfolgte eine Übernahme der Firma di/dt Inc. Im Laufe der Zeit wurde Power One mit Wechselrichtern für die boomende Solarwirtschaft zum zweitgrößten Akteur im gesamten Markt. 2013 wurde dann das Unternehmen im gesamten von ABB übernommen und von der Börse genommen. Rund eine Milliarde USD soll ABB bezahlt haben. Ein Jahr darauf stellte das Schweizer Unternehmen den Namen Power One ein und integrierte dessen Produkte in das ABB-Sortiment.